# Le Visage masqué
Pour les articles homonymes, voir Behind the Mask.
Pour plus de détails, voir Fiche technique et Distribution.
Le Visage masqué (titre original : Behind the Mask ou The Man Who Dared) est un film américain réalisé par John Francis Dillon, sorti en 1932.

## Synopsis
Un agent fédéral (Holt) infiltre un trafic de drogue dirigé par un mystérieux M. X (Van Sloan), un génie du crime dont l'identité est inconnue même de ses hommes de main. M. X dirige également un faux hôpital où les victimes sont tuées sur la table d'opération et leurs cercueils remplis de stupéfiants. Les cercueils remplis de drogue sont ensuite enterrés dans un cimetière.

## Fiche technique
- Titre original : Behind the Mask
- Titre alternatif : The Man Who Dared
- Réalisation : John Francis Dillon
- Scénario : Jo Swerling
- Photographie : Ted Tetzlaff
- Montage : Otis Garrett
- Producteur : Harry Cohn
- Société de production : Columbia Pictures
- Pays de production :  États-Unis
- Format : Noir et blanc — 35 mm — 1,37:1 — Son : Mono
- Genre : Film policier, thriller
- Durée : 68 minutes
- Dates de sortie : 
  - États-Unis : 25 février 1932
  - Royaume-Uni : 15 mars 1932 (Londres) / 15 août 1932 (sortie nationale)

## Distribution
- Jack Holt : Jack Hart / Quinn
- Constance Cummings : Julie Arnold
- Boris Karloff : Jim Henderson
- Claude King : Arnold
- Edward Van Sloan : Dr August Steiner / Dr Alec Munsell / Mr X
- Willard Robertson : Capitaine E.J. Hawkes
- Clarence Burton (non crédité)
- Martha Mattox (non créditée)
- Harry Tenbrook (non crédité)